# Cyber City Oedo 808
Cyber City Oedo 808 (japanska: サイバーシティ OEDO 808?) är en cyberpunkanime som utspelar sig år 2808 i staden Oedo (Tokyo). Den regisserades av Yoshiaki Kawajiri.

### Fotnoter
1. ↑  ”Cyber City Oedo 808” (på engelska). Filmaluation. 19 juni 2007. http://www.filmaluation.com/cyber-city-oedo-808.html. Läst 29 april 2015.